# Carles Salvador
Carles Salvador i Gimeno  (Valencia, 1893-Valencia, 1955) fue un poeta y gramático español.

## Biografía
Fue maestro en Benasal (Castellón). En 1919 publicó el folleto El valenciano en las escuelas (El valencià a les escoles) y en 1921 lanzó un manifiesto, Pro asociación protectora de la enseñanza del valenciano (Pro Associació Protectora de l’Ensenyament Valencià), sin demasiado éxito. Fue miembro fundador de la Associació Protectora de l'Ensenyança Valenciana, y colaborador en la prensa valenciana con artículos literarios y gramaticales, fundamentalmente en revistas como "Taula de les Lletres Valencianes", "La República de les Lletres" o "El Camí". 

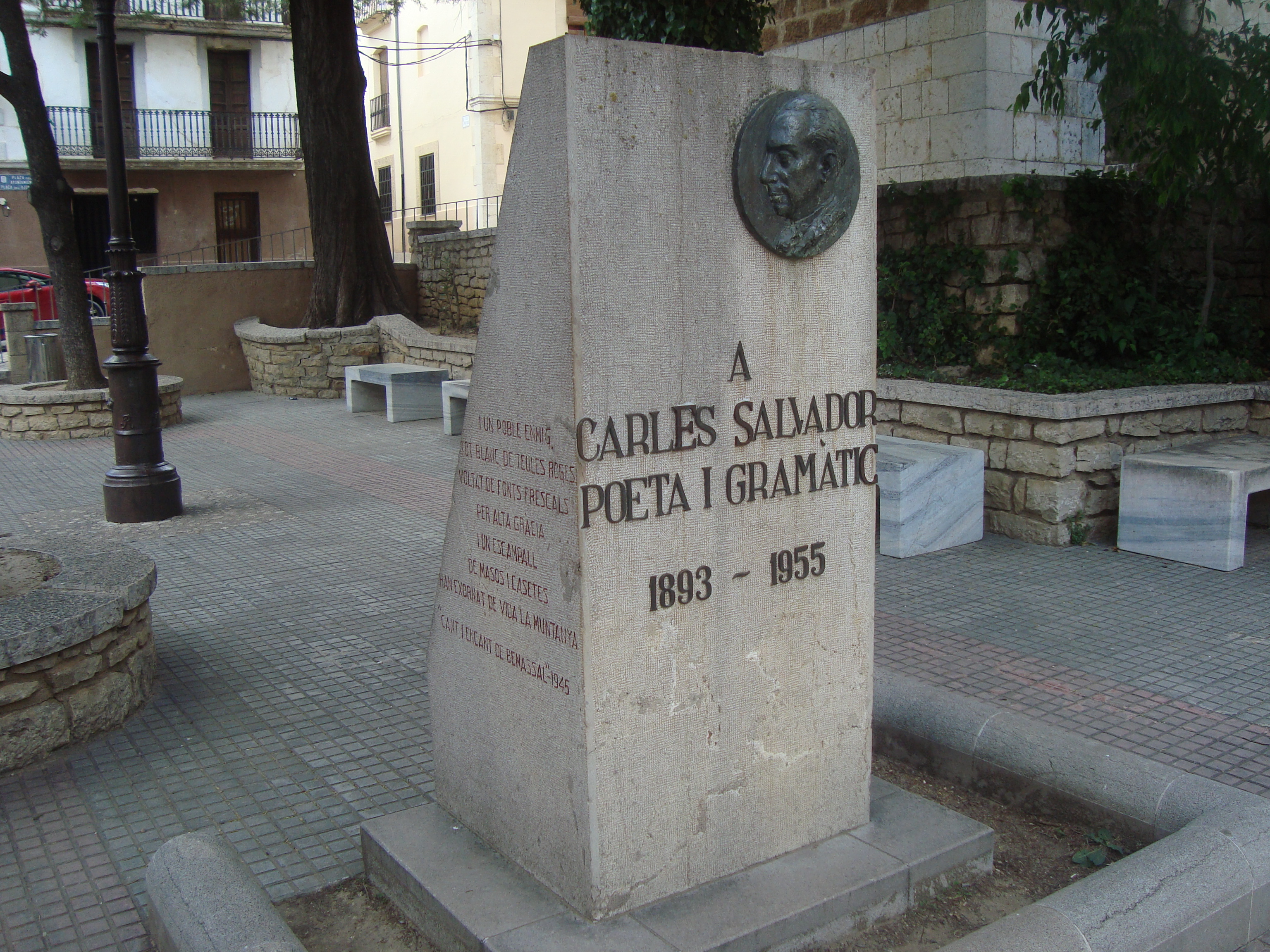
Monumento del pueblo de Benasal al poeta Carlos Salvador

Fue uno de los principales promotores de la normalización ortográfica en la Comunidad Valenciana. Fue nombrado director numerario del Centro de Cultura Valenciana, donde ingresó con el discurso titulado Qüestions de llenguatge (1935). Publicó, entonces, varios opúsculos gramaticales que serían decisivos para la divulgación de la gramática de Pompeu Fabra en la Comunidad Valenciana. Miembro de la Taula de Lletres Valencianes, también participó en la redacción de las Normas de Castellón.
En su producción poética destacan Plàstic (1923), Rosa dels vents (1930) y sobre todo El bes als llavis (1934). Fue también importante su prosa, tanto la narrativa —La Dragomana dels déus (1920), Barbaflorida professor (1930), El maniquí d’argila (1931)— como los ensayos: Elogi de la prosa (1928), Elogi del xiprer (1929), Elogi del camp (1930) y Elogi de la vagància (1937). 
Tras la Guerra Civil, su poesía se volvió más tradicional y austera; publicó Nadal flor cordial (1943), El fang i l’esperit (1951). 
En 1951 promovió dentro de Lo Rat Penat los cursos de Lengua y Literatura Valencianas y publicó una Gramática valenciana (1951).